# Rosenstolz
Rosenstolz är en tysk musikgrupp från Berlin bestående av sångerskan AnNa R. och låtskrivaren och sångaren Peter Plate (gift med låtskrivaren och musikproducenten Ulf Leo Sommer från 2002 till 2011).
Rosenstolz sjunger främst på tyska i en blandning av pop, rock och chanson.

## Medlemmar
- AnNa R. (eg. Andrea Neuenhofen, född Rosenbaum) – sång, text
- Peter Plate – keyboard, sång, musik, text, produktion

## Diskografi
Studioalbum
- Soubrette werd' ich nie (1992)
- Nur einmal noch (1994)
- Mittwoch is' er fällig (1995)
- Objekt der Begierde (1996)
- Die Schlampen sind müde (1997)
- Zucker (1999)
- Kassengift (2000)
- Macht Liebe (2002)
- Herz (2004)
- Das große Leben (2006)
- Die Suche geht weiter (2008)
- Wir sind am Leben (2011)

Singlar (topp 10 på Deutsche Singlecharts)
- 2001 – "Es könnt’ ein Anfang sein" (#8)
- 2004 – "Liebe ist alles" (#6)
- 2004 – "Ich will mich verlieben" (#8)
- 2004 – "Willkommen" / "Der größte Trick" (#8)
- 2006 – "Ich bin ich (wir sind wir)" (#2)
- 2006 – "Ich geh in Flammen auf" / "Das Glück liegt auf der Straße" (#7)
- 2006 – "Auch im Regen" / "Mein Sex" (#8)
- 2008 – "Gib mir Sonne" (#1)
- 2008 – "Wie weit ist vorbei" (#8)
- 2009 – "Blaue Flecken" (#10)
- 2011 – "Wir sind am Leben" (#3)